# カムペーンペット県

カムペーンペット県
จังหวัดกำแพงเพชร

- この項目は英語版を元に作成されています。

カムペーンペット県（カムペーンペットけん、タイ語: จังหวัดกำแพงเพชร ）は、タイ・北部の県（チャンワット）の一つ。スコータイ県、ピッサヌローク県、ピチット県、ナコーンサワン県、ターク県と接する。名前の意味は「金剛の城壁」である。

## 地理

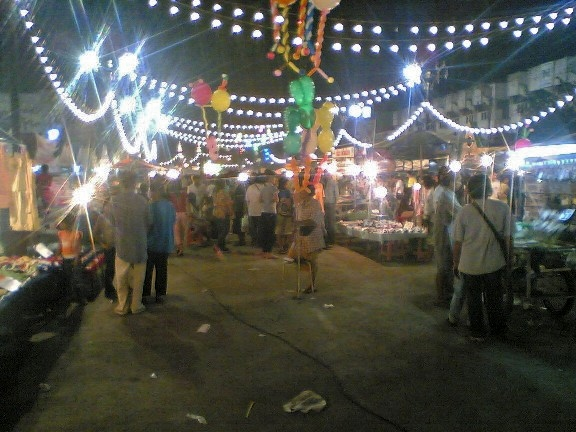
バナナの収穫祭

ピン川が流れており、県の東側が川に削られた平地となっている。西側には山地が広がる。
県内の主要産物はバナナで、年に一度、ホンダやベンツなどの外資企業から地元の屋台までが出資して、非常に賑やかな収穫祭が開かれる。
県内のラーンクラブー郡では原油を産出しており、隣接するピッサヌローク県内のブンプラ駅から鉄道で積み出され、タイ中部の製油所へ輸送されている。

## 歴史
14世紀カムペーンペットはスコータイ王国の直轄地であった。同時に軍事要所でもあり、後のアユタヤ王朝時代もその城壁は維持された。現在でも城壁および、遺跡などが残っており、それらはユネスコの世界遺産（文化遺産）に登録され、観光地として公開されている（カムペーンペット歴史公園を参照）。

## 県章
県名の意味「金剛の壁」がデザインされている。

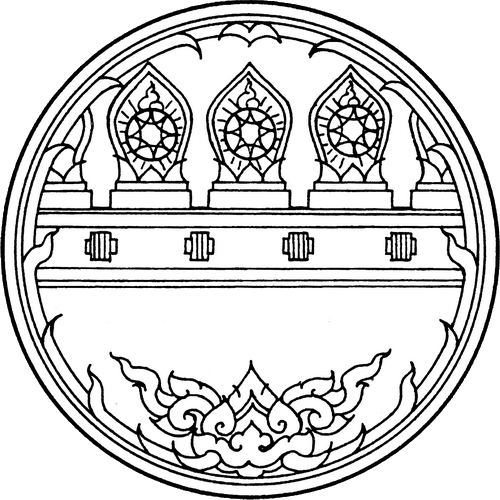
県章

県木はペグノキ（acasia cachetu）、県花はミサキノハナ（mimusops elengi）。

## 行政区
カンペーンペット県は11の郡（アムプー）に分けられ、その下位に78の町（タムボン）、823の村（ムーバーン）がある。
| カムペーンペット県の郡 | 1. ムアンカムペーンペット郡 2. サイガーム郡 3. クローンラーン郡 4. カーヌウォーララックサーブリー郡 5. クローンクルン郡 6. プラーンクラターイ郡 7. ラーンクラブー郡 8. サートーンワッタナー郡 9. パーンシラートーン郡 10. ブンサーマッキー郡 11. コーサムピーナコーン郡 |